# Kazuya Okazaki
Kazuya Okazaki,nascido 10 de maio de 1972, é um ciclista profissional japonês já retirado que foi profissional entre 2002 e 2009.

## Palmarés
| 1999 - 1 etapa do Tour de Hokkaido 2000 - 3º no Campeonato do Japão em Estrada - 3º no Campeonato do Japão Contrarrelógio 2002 - Campeonato do Japão Contrarrelógio - Campeonato Asiático em Contrarrelógio - 2 etapas do Tour de Hokkaido - 2º no Campeonato do Japão em Estrada 2003 - Tour de Okinawa - 3º no Campeonato Asiático em Contrarrelógio - Campeonato do Japão Contrarrelógio | 2006 - 1 etapa do Tour de Kumano - 3º no Campeonato do Japão Contrarrelógio 2007 - Campeonato do Japão Contrarrelógio 2008 - Campeonato do Japão Contrarrelógio |

## Equipas
- Jura Suisse-Nippon Hoddo (2002)
- Nippon Hodo (2003)
- Nippo (2004-2005)
- Meitan Hompo-GDR (2007)
- EQA-Meitan Hompo-Graphite Design (01.2009-06.2009)